# A Girl Like Me (album d'Emma Bunton)
Pour les articles homonymes, voir A Girl Like Me (homonymie).
 (juillet 2018).
Si vous disposez d'ouvrages ou d'articles de référence ou si vous connaissez des sites web de qualité traitant du thème abordé ici, merci de compléter l'article en donnant les références utiles à sa vérifiabilité et en les liant à la section « Notes et références ».
Albums de Emma Bunton
Free Me
(2004)
Singles
1. What Took You So Long ?
Sortie :  2 avril 2001
2. Take My Breath Away
Sortie :  27 août 2001
3. We’re Not Gonna Sleep Tonight
Sortie :  10 décembre 2001

A Girl Like Me est le premier album solo d'Emma Bunton sorti le 16 avril 2001 au Royaume-Uni et publié par Virgin Records.
L’album débute à la 4e place des charts britanniques avec 21 500 exemplaires vendus dès sa première semaine d’exploitation. Bien que son succès était prometteur, A Girl Like Me tombera rapidement dans l’oubli. Cependant, les singles What Took You So Long? (1er), Take My Breath Away (5e) et We're Not Gonna Sleep Tonight (20e), permirent à l’album de rester dans les charts pendant plusieurs semaines et sera certifié disque d’or par la British Phonographic Industry pour des ventes de plus de 100 000 exemplaires.

## Liste des chansons
| No  | Titre                         | Durée |
| --- | ----------------------------- | ----- |
| 1.  | What Took You So Long?        | 3:59  |
| 2.  | Take My Breath Away           | 3:34  |
| 3.  | A World Without You           | 4:53  |
| 4.  | High on Love                  | 3:49  |
| 5.  | A Girl Like Me                | 4:01  |
| 6.  | Spell It O.U.T.               | 3:12  |
| 7.  | Sunshine on a Rainy Day       | 4:17  |
| 8.  | Been There, Done That         | 3:05  |
| 9.  | Better Be Careful             | 3:19  |
| 10. | We're Not Gonna Sleep Tonight | 3:23  |
| 11. | She Was a Friend of Mine      | 3:34  |
| 12. | What I Am (feat. Tin Tin Out) | 4:34  |